# Zethus bilaminatus
Zethus bilaminatus är en stekelart som beskrevs av Giordani Soika 1940. Zethus bilaminatus ingår i släktet Zethus och familjen Eumenidae. Inga underarter finns listade i Catalogue of Life.